# Дарада-Мурадинский сельсовет
Дарада-Мурадинский сельсовет  — административно-территориальная единица и муниципальное образование со статусом сельского поселения в Гергебильском районе Дагестана Российской Федерации.
Административный центр — село Мурада.

## Население
| 2002  | 2010  | 2012  | 2013  | 2014  | 2015  | 2016  |
| ----- | ----- | ----- | ----- | ----- | ----- | ----- |
| 1930  | ↘1777 | ↘1772 | ↘1765 | ↗1768 | ↗1770 | ↘1760 |
| 2017  | 2018  | 2019  | 2020  | 2021  | 2023  | 2024  |
| ↘1757 | ↗1759 | ↗1773 | ↗1788 | ↘1063 | ↗1075 | ↗1083 |
| 2025  |       |       |       |       |       |       |
| ↗1097 |       |       |       |       |       |       |

## Состав
| № | Населённый пункт | Тип населённого пункта       | Население |
| - | ---------------- | ---------------------------- | --------- |
| 1 | Дарада           | село                         | ↗396      |
| 2 | Мурада           | село, административный центр | ↘667      |